# エブリコ
エブリコ（恵布里古、落葉松寄生、学名: Laricifomes officinalis）は、タマチョレイタケ目に属する中型から大型のキノコの1種である。標準和名「エブリコ」は、樺太アイヌ語で本種を指す「エプリク」に由来し、「薬用」を意味する。地方名では、トボシ（北海道）、カラマツキノコ（長野県）でもよばれている。英名には"agarikon"、"quinine conk"などがある。 
木材腐朽菌であり、針葉樹に褐色の心材腐朽を引き起こす。ヨーロッパ・アジア・北アメリカ・モロッコで確認されている。日本でもやや稀にみられるキノコで、寒冷地のカラマツ、エゾマツなどの生木、または枯れ木に通年発生する。
かつてはツガサルノコシカケ属に分類されていたが、分子系統解析により分離された。
通常、腐朽が発生するのは老木の中の少数の個体である。子実体は60cm程度まで成長し、馬蹄形か円柱状である。若い子実体は黄白色で柔らかいが、すぐに全体が白く固くなる。腐朽材は褐色で、方形の亀裂を生じ、広い亀裂からは太く白いフェルト状の菌糸が覗く。子実体と菌糸は苦く、これは本種の特徴である。子実体の発生は通常、木全体に感染が広がっていることを示す。感染した木は枯立木に営巣する鳥・哺乳類の棲家となる。

## 形態
子実体はふつう釣鐘や蹄のような形で、柄はなく、基部は樹木の幹などにくっついている。傘の上面は白色から汚灰褐色で、成長すると不規則なひび割れが入る。やや不鮮明な環紋が現れることもある。肉は白色から黄白色で、肉質は指でも崩せるほど脆い。下面は細かな管孔状で、クリーム色、のち褐色を呈する。

## 利用

### 薬用と毒性
粉末は非常に苦いため、キニーネを含んでいると考えられて広く採集されていたこともあったが、実際には含まれておらず、抗マラリア作用はない。成分としては、アガリシン酸（Agaric acid、2-ヒドロキシ-1,2,3-ノナデカントリカルボン酸）、エブリコ酸（Eburicoic acid、3β-ヒドロキシ-24-メチレン-5α-ラノスタ-8-エン-21-酸）などが発見されている。
西暦65年のペダニウス・ディオスコリデスの記述によると、本種は結核の治療に用いられており、土着の人々は天然痘の治療に用いていたようである。
かつては下痢や結核患者の制汗薬として用いられたが、苦味成分のアガリシン酸は毒成分にもなりうる。子宮を収縮させて早産を引き起こすなどの毒性もある。抗がん作用は確認されていない。子宮を収縮させて早産を引き起こすなどの毒性もある。またアガリシン酸は、ウスタケにも含まれるノルカペラチン酸と同じ活性を持つため、胃腸系や中枢神経系の中毒症状を引き起こす可能性も指摘されている。

### 発火具
樺太アイヌや北海道の屈斜路湖周辺のアイヌは火打石で火を起こす際、このキノコの粉末をほくちとして用いた。

## 保護
野生種は原生林のみに自生し、特にトガサワラ属・カラマツ属の木材に生える。原生林の減少により、野生個体の保全状況には懸念がある。実験室で栽培した株では遺伝的健全性を保持することが困難であるため、野生下での保護が必要である。

## 文化
トリンギット・ハイダ族・チムシアン族のような北米太平洋沿岸の先住民にとって、本種は薬用キノコとしても、儀式の素材としても重要であった。現地語では "霊のパン" を意味する名が付けられ、彫刻された子実体がシャーマンの墓を飾るために用いられた。